# Racing Eindhoven
RK HC Racing is een voormalige Nederlandse hockeyclub uit Eindhoven. 
De (RK) hockeyclub Racing werd op 1 juli 1950 opgericht, nadat een aantal ontevreden veteranen van Oranje Zwart, die samen speelden onder de naam Oranje-Zwart Racing Team, zich op 10 januari 1950 hadden afgescheiden. Ze gingen spelen op twee terreinen van voetbalclub "Woensel", op de Oude Bosschebaan Woensel, in het noorden van Eindhoven. De club speelde daar in een groot deel van zijn bestaan, met een onderbreking tijdens de seizoenen 1952/1953 tot en met 1958/1959, toen er op het sportpark aan de Bootenlaan werd gehockeyd. De clubkleuren waren groen-zwart. 
Vanaf halverwege jaren negentig was Racing, onder druk van de gemeente, in gesprek met plaatsgenoten over samengaan. Rond 1997 speelden er bij de club ruim 300 leden, verdeeld over 4 heren- en 5 damesteams (voornamelijk studenten), 8 jeugdteams en 8 miniteams. 
In de zomer van 2000 ging Racing samen met PSV Tegenbosch. De nieuwe fusieclub ging vanaf het seizoen 2000/2001 spelen onder de naam HC Eindhoven op het terrein van Racing (Gemeentelijk sportpark Woensel-Noord), in de kleuren paars (met ter herinnering aan Racing twee groene strepen)-zwart.
Huidig: Don Quishoot · Eindhoven · Oranje-Rood 

Voormalig: EMHC · HTCC · HTC Eindhoven · Oranje Zwart · PSV Tegenbosch · Racing Eindhoven